# Hlas pravoslávia
Hlas pravoslávia egy szlovák nyelven megjelenő egyházi pravoszláv lap volt az egykori Csehszlovákiában. A Svetlo pravoslávia lap átnevezésével hozták létre 1952-ben, majd lapcímét 1955-ben ismét módosították, utóda Odkaz sv. Cyrila a Metoda címmel jelenik meg.